# Alvorge
Alvorge é uma povoação portuguesa sede da Freguesia de Alvorge do Município de Ansião, freguesia com 39,05 km² de área e 1051 habitantes (censo de 2021), tendo, por isso, uma densidade populacional de 26,9 hab./km².

## Descrição
Alvorge é uma das povoações a que o povo atribui o título de vila e que passou por vários concelhos, entre os quais o do Rabaçal, antes de se integrar no (atual município) de Ansião. Esta Paróquia pertenceu à Universidade de Coimbra durante vários séculos.
Faz parte desta freguesia Ateanha, uma antiga Paróquia e que também constitui uma aldeia muito interessante e digna de visita. Trata-se de um exemplar de povoamento rural agrupado, no cimo do Monte, onde a antiga Matriz, continua a ser uma preciosidade artística, com o santo padroeiro (São Martinho) materializado numa estátua em pedra, de finais da Idade Média.
Merece igualmente ser visitado o centro urbano de Alvorge, onde se inclui a Capela da Misericórdia. Trata-se de um edifício barroco, anexo ao antigo Hospital da Vila, em cuja fachada se pode ver o brasão régio. No seu interior merece especial destaque o Altar-Mor, em talha dourada, do séc. XVIII.
Na mesma rua há outros edifícios com séculos de existência, merecendo mais atenção, a Casa Alpendrada que foi doada à Santa Casa da Misericórdia local.
Também a Igreja Matriz de Alvorge, de finais do século XVII, dedicada a Nossa Senhora da Conceição, merece ser apreciada. Tem um Altar em talha seiscentista com colunas salomónicas e arco recamado de figuras de anjos, parras e cachos de uvas.
Mas o monumento mais antigo, está em ruínas – é a Torre de defesa da Fonte do Alvorge. Para além de proteger a fonte, era também um importante equipamento militar de defesa da Ladeia, particularmente relevante no contexto da Reconquista Cristã, quando estava em causa a defesa da importantíssima cidade de Coimbra.

## Demografia
A população registada nos censos foi:
| Distribuição da População por Grupos Etários | Distribuição da População por Grupos Etários | Distribuição da População por Grupos Etários | Distribuição da População por Grupos Etários | Distribuição da População por Grupos Etários |
| -------------------------------------------- | -------------------------------------------- | -------------------------------------------- | -------------------------------------------- | -------------------------------------------- |
| Ano                                          | 0-14 Anos                                    | 15-24 Anos                                   | 25-64 Anos                                   | > 65 Anos                                    |
| 2001                                         | 164                                          | 138                                          | 625                                          | 371                                          |
| 2011                                         | 125                                          | 108                                          | 587                                          | 407                                          |
| 2021                                         | 70                                           | 82                                           | 492                                          | 407                                          |